# Neyraudia arundinacea
Neyraudia arundinacea là một loài thực vật có hoa trong họ Hòa thảo. Loài này được (L.) Henrard mô tả khoa học đầu tiên năm 1929.